# Chó Kangal
Chó Kangal là một giống chó có nguồn gốc là chó săn từ thời vua Ashurbanipal của Assyrian. Chúng tên gọi khác là Sivas Kangal Dog, Chó chăn cừu Anatoli (Anatolian Shepherd Dog). Trong tiếng Thổ Nhĩ Kỳ chúng có tên là Karabash, được hiểu như là đầu đen. Chúng được coi như một tài sản quốc gia ở Thổ Nhĩ Kỳ. Tại quận Sivas quê hương của chúng, chúng được sử dụng chính trong việc bảo vệ gia súc và được bán với giá khá cao.

## Tổng quan
Dòng Kangal hiện nay tại Thổ nhĩ Kỳ có nguồn gốc là chó săn từ thời Vua Assyria Ashurbanipal. Người Herodotus mô tả chúng là giống chó to lớn, khỏe mạnh hơi giống giống chó săn của Ấn Độ được nuôi bởi người Babylon. Mặc dù như chúng có nguồn gốc từ Trung đông nhưng có ý kiến cho rằng cho rằng chúng được đưa vào Trung Đông từ vùng Trung Á bởi những dòng chó được coi như họ hàng của Kangal có xuất hiện ở Syria và Iraq. Người ta cho rằng chó Kangal được nuôi bởi người Thổ Óc-hút (Oghuz Turks) những người đã chạy trốn từ những cuộc xâm lăng của Thành Cát Tư Hãn. Chúng được mang từ Trung Á đến cao nguyên Anatolia trong thế kỷ 11. Trong thời gian này có xuất hiện rất giống chó rất giống Kangal hiện tại. Cặp chó đầu tiên xuất hiện tai Anh vào những năm 1967 là Gazi của Bakirtolloköyü và Sabahat của Hayirogluköyü. Ở Mỹ cũng bắt đầu nhập giống chó này từ những năm 1980 của thế kỷ 20.

## Đặc điểm
Chó Kangal là một giống chó to lớn, khỏe mạnh và có một bộ khung xương rất vững chắc. Con đực với chiều cao 30-32 inches (77–86cm) còn con cái 28-30 inches (72–77cm). Cân nặng của con đực từ 110-145 pounds (50–66kg) cái 90-120 pounds (41–54kg). Do ngoại hình và kích cỡ to lớn như thế, chúng được sử dụng hiệu quả trong việc bảo vệ gia súc chống lại các loại thú ăn thịt như chó sói, gấu hay các loại chó rừng khác. Cấu trúc thân của Kangal có một số điểm nổi bật như chiều dài thân dài so với chiều cao của chúng. Chân trước của chúng bằng 1/2 chiều cao của chúng. 
Mặc dù đây là một dòng chó ngao rất to lớn nhưng chúng có thể chạy với tốc độ lên đến 50 km/h. Khi phát hiện đến sự nguy hiểm, tai và đuôi chúng thường dựng thẳng rồi sủa cảnh báo. Chúng được mệnh danh là tay giết sói chuyên nghiệp với thân hình đồ sộ và hàm răng rất khỏe. Chúng có cái đầu rất to, tai cụp, chúng được coi như một dòng chó ngao với bộ lông màu nâu xám nhạt hay màu lông chồn với khuôn mặt đen. Đuôi chúng hơi cong. Lông của Kangal có 2 lớp, chúng ngắn và dày đặc. Tuổi thọ từ 12-15 năm, chúng đẻ từ 5 -10 con trên một lứa.

## Tập tính
Chó Kangal được sử dụng để bảo vệ gia súc ở Thổ Nhĩ Kỳ. Chúng rất bình tĩnh, dễ kiểm soát tình thế, độc lập và có tính bảo vệ cao. Chúng có xu hướng không thích gần người lạ nhưng lại rất gần gũi với gia đình chủ, thân thiện với các thành viên khác, đặc biệt là trẻ nhỏ. Chúng không ngượng nghịu hay quá hung dữ. Một con Kangal đã qua huấn luyện sẽ rất nhạy cảm và nhanh chóng báo động với nguy hiểm trước mắt sẵn sàng tấn công nếu cần thiết. Chúng là người bảo vệ rất hiệu quả cho gia súc lẫn như gia đình nhưng với tính cách độc lập, thân hình đồ sộ, chúng không thích hợp cho những người chủ thiếu kinh nghiệm lẫn sức khỏe để kiểm soát chúng.
Kangal không thích hợp sống trong những nơi chật chội hay cuộc sống trong khu tập thể. Chúng cần sống trong điều kiện rộng rãi, cần có những khoảng đất rộng. Nếu qua huấn luyện tốt chúng sẽ là những vật nuôi tốt, tuy nhiên do bản năng bảo vệ của chúng, chúng rất dễ tấn công các con chó khác, đặc biệt khá hung dữ vào buổi đêm.Do đây là một giống chó lớn do vậy chúng cần phải được vận động một cách thường xuyên và liên tục. nếu chúng không được vận động một cách hợp lý chúng sẽ trở nên khó kiểm soát. Người chủ cần phải giáo dục cho chúng hiểu ai là chủ thực sự.